# Еврорегион «Карелия»
Еврорегион «Каре́лия» — географическая совокупность сопредельных территориально-административных единиц Республики Карелия и Финляндии, объединённых общими интересами по развитию экономики, охране природы, сохранению и развитию культуры.

## История создания
Еврорегион образован в феврале 2000 года совместным решением Союзов коммун Финляндии — Кайнуу, Северная Карелия и Северная Похьянмаа, с одной стороны, и Правительством Республики Карелия с другой стороны.

## Территория
Территория занимает площадь 263 тыс. км² от Полярного круга до Ладожского озера и от Ботнического залива до Белого моря.
Общая численность населения на территории еврорегиона — 1,31 млн человек (в том числе на территории Финляндии — 0,62 млн человек).

## Основные направления сотрудничества
Организованный общий орган управления — Исполком Еврорегиона «Карелия» осуществляет отбор приоритетных проектов сотрудничества и поиск источников финансирования.
К основным направлениям сотрудничества отнесены: лесная отрасль, сельское и рыбное хозяйство, транспорт, связь, туризм, здравоохранение, приграничная инфраструктура.
Финансирование проектов осуществляется на паритетных началах.